# Atopochilus chabanaudi
Atopochilus chabanaudi е вид лъчеперка от семейство Mochokidae.

## Разпространение
Видът е разпространен в Република Конго.